# Blasiistraße 8 (Quedlinburg)

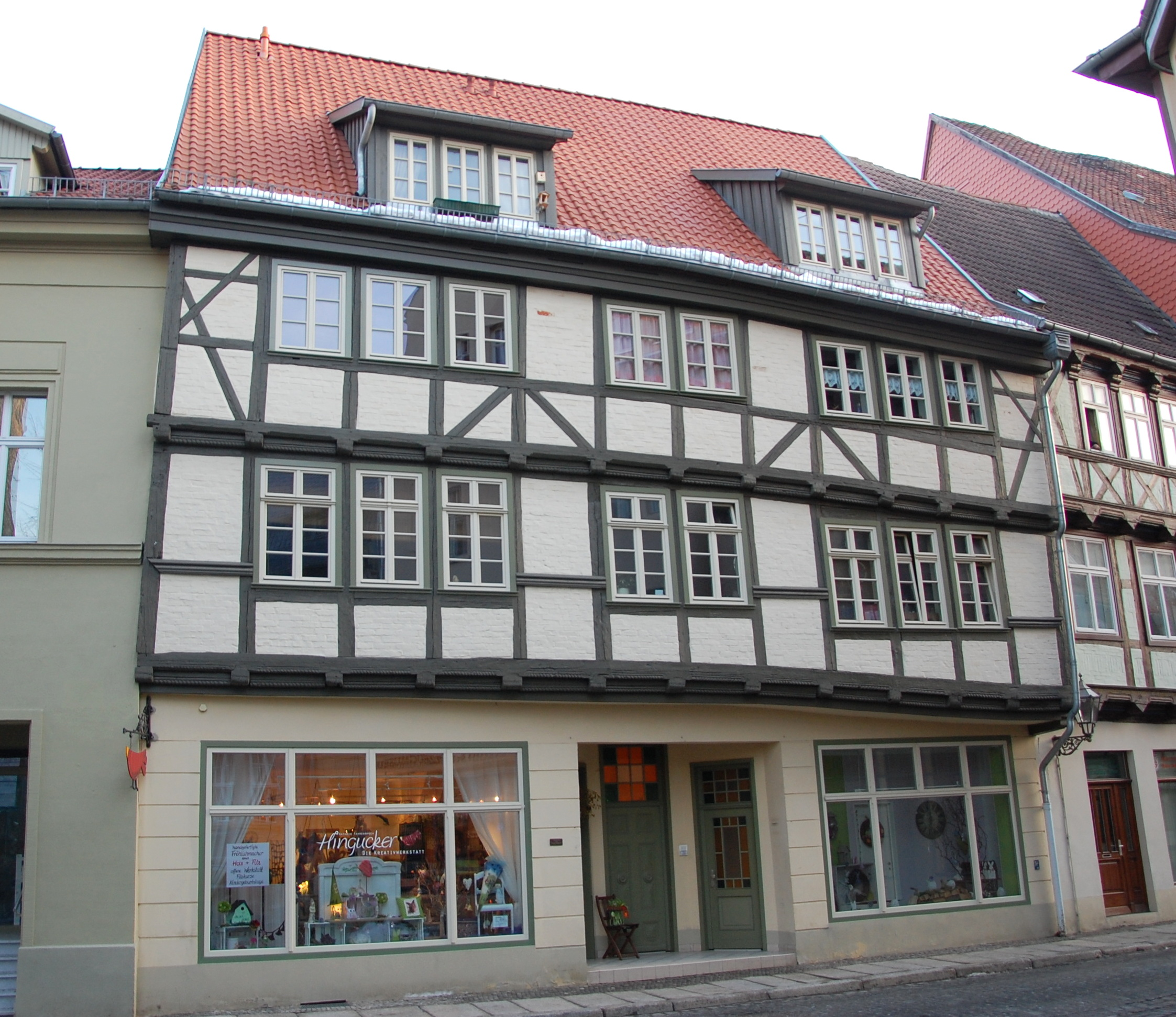
Haus Blasiistraße 8

Das Haus Blasiistraße 8 ist ein denkmalgeschütztes Gebäude in der Stadt Quedlinburg in Sachsen-Anhalt.

## Lage
Es befindet sich auf der Südseite der Blasiistraße, südwestlich des Quedlinburger Marktplatzes. Das Gebäude gehört zum UNESCO-Weltkulturerbe und ist im Quedlinburger Denkmalverzeichnis als Kaufmannshof eingetragen. Östlich schließt sich das gleichfalls denkmalgeschützte Haus Blasiistraße 7, westlich das Haus Blasiistraße 9 an.

## Architektur und Geschichte
Das dreigeschossige Fachwerkhaus entstand im 16. Jahrhundert im Stil der Renaissance. Die oberen Stockwerke kragen jeweils über und verfügen zum Teil über eine Fensterreihung. Anfang des 20. Jahrhunderts wurde im Erdgeschoss ein Ladengeschäft eingefügt. Zeitweise, zumindest zum Ende des 20. Jahrhunderts, war die Fachwerkfassade des Hauses verputzt. Heute präsentiert sich das Fachwerk unverputzt.
Auf der Hofseite befindet sich ein gleichfalls dreigeschossiges Speichergebäude. Der Speicher entstand ebenfalls in Fachwerkbauweise unter Einsatz von Fuß- und Kopfbändern. 